# Monte Cucal
Il Monte Cucàl (Cucàl anche in dialetto fiammazzo) è una montagna nelle Dolomiti di Fiemme, in provincia di Trento, alta 1 706 m s.l.m.. È delimitato a nord dal passo di Pramadiccio, che lo separa dalla Pala di Santa, a ovest dalla val Gambis, a est dalla val di Stava e a sud dalla val di Fiemme. È diviso tra i comuni di Tesero, Ville di Fiemme e Cavalese.
La cima, ricoperta di prati e boschi, è facilmente accessibile da Varena (segnavia 503), da Stava o dal passo di Pramadiccio. Nelle sue pendici meridionali, nei pressi del Maso Zanon, si trova l'osservatorio astronomico della val di Fiemme.

## Sport
Oltre all'escursionismo, che offre facili passeggiate adatte a tutti, dalla cima del monte è possibile praticare il parapendio